# Leptogenys harmsi
Leptogenys harmsi är en myrart som beskrevs av Horace Donisthorpe 1935. Leptogenys harmsi ingår i släktet Leptogenys och familjen myror. Inga underarter finns listade i Catalogue of Life.